# North & Mid-Herts Football League
North & Mid-Herts Football League var en engelsk fotbollsliga baserad i Hertfordshire. Den hade vid avvecklandet en division, vilken utgjorde nivå 13 i det engelska ligasystemet. Ligan var en matarliga till Hertfordshire Senior County League.
Ligan grundades sommaren 2006 genom en sammanslagning av North Hertfordshire League och Mid-Herts Football League.

## Mästare
| Säsong  | Premier Division |
| ------- | ---------------- |
| 2006-07 | St Ippolyts      |
| 2007-08 | Nirankari        |
| 2008-09 | Probuild         |
| 2009-10 | Probuild         |
| 2010-11 | Probuild         |

### Webbkällor
Den här artikeln är helt eller delvis baserad på material från engelskspråkiga Wikipedia, North & Mid-Herts Football League, 19 september 2014.